# 藤原雅長
藤原 雅長（ふじわら の まさなが）は、平安時代後期から鎌倉時代初期にかけての公卿。藤原北家、中納言藤原雅教の長男。官位は従二位参議。

## 経歴
久安4年（1148年）に従五位下に叙される。保元2年（1157年）従五位上民部権大輔に任じられる。保元4年（1158年）に正五位下に進み、平治元年（1159年）に駿河守に任じられるが、永暦元年（1160年）に藤原隆信と共に院昇殿停止・解官の処分を受けた。
応保3年（1163年）に左近衛少将に任じられ、嘉応3年（1171年）に左近衛中将になる。この間に正四位下に進む。安元2年（1176年）、院近臣の藤原定能と光能が雅長を飛び越えて蔵人頭に任命されたことに九条兼実が憤慨し雅長に同情している（『玉葉』）。治承3年（1179年）1月19日に従三位に叙されて左近衛中将を辞任、文治元年（1185年）に参議に任じられ、4年後に従二位に昇る。参議在任のまま薨去した。

## 系譜
- 父： 中納言藤原雅教
- 母： 美作守藤原顕能女
- 妻： 権中納言藤原顕長女
  - 男子： 藤原兼教（叡真） - 従五位下、のち出家して阿闍梨
- 妻： 七条院堀川局（但馬守源家長女）
  - 男子： 室町家信 - 正三位 非参議
- 生母不明の子女
  - 男子： 藤原雅成 - 従五位下 侍従
  - 男子： 藤原長経 - 従五位上 修理大夫・佐渡守
  - 男子： 藤原長信 - 従五位下 民部大輔
  - 男子： 雅海 - 法眼
  - 男子： 清顕 - 園城寺 法眼
  - 男子： 覚雅 - 延暦寺 律師
  - 女子： 七条院冷泉
  - 女子： 壱岐守藤原公俊室、のち権中納言藤原長兼室
  - 女子： 七条院中納言局
  - 女子： 左近衛少将源具親室
  - 女子： 七条院右衛門督
  - 女子： 宜秋門院兵衛督